# Ганнісон (округ, Колорадо)
Шаблон:StateAbbr_ 38°40′ пн. ш. 107°01′ зх. д. / 38.67° пн. ш. 107.01° зх. д.
Округ Ганнісон (англ. Gunnison County) — округ (графство) у штаті Колорадо, США. Ідентифікатор округу 08051.

## Історія
Округ утворений 1877 року.

## Демографія
За даними перепису
2000 року
загальне населення округу становило 13956 осіб, зокрема міського населення було 6344, а сільського — 7612.
Серед мешканців округу чоловіків було 7563, а жінок — 6393. В окрузі було 5649 домогосподарств, 2968 родин, які мешкали в 9135 будинках.
Середній розмір родини становив 2,84.
Віковий розподіл населення поданий у таблиці:
| Стать    | До 15 років | 15-21 | 22-29 | 30-39 | 40-49 | 50-65 | 65-85 | Понад 85 |
| -------- | ----------- | ----- | ----- | ----- | ----- | ----- | ----- | -------- |
| Чоловіки | 1056        | 1284  | 1511  | 1136  | 1126  | 989   | 430   | 31       |
| Жінки    | 1004        | 981   | 1032  | 986   | 1040  | 846   | 441   | 63       |

## Суміжні округи
- Піткін — північ
- Чаффі — схід
- Савоч — південний схід
- Гінсдейл — південь
- Урей — південний захід
- Дельта — захід
- Монтроуз — захід
- Меса — північний захід

## Виноски
1. ↑  U.S. Decennial Census. United States Census Bureau. Архів оригіналу за 12 травня 2015. Процитовано 8 червня 2014.
2. ↑  Historical Census Browser. University of Virginia Library. Архів оригіналу за 11 серпня 2012. Процитовано 8 червня 2014.
3. ↑  Population of Counties by Decennial Census: 1900 to 1990. United States Census Bureau. Архів оригіналу за 31 липня 2014. Процитовано 8 червня 2014.
4. ↑  Census 2000 PHC-T-4. Ranking Tables for Counties: 1990 and 2000 (PDF). United States Census Bureau. Архів оригіналу (PDF) за 18 грудня 2014. Процитовано 8 червня 2014.
5. ↑  State & County QuickFacts. United States Census Bureau. Архів оригіналу за 6 червня 2011. Процитовано 8 червня 2014.(англ.) Наведено за англійською вікіпедією.
6. ↑  American FactFinder. Бюро перепису населення США. Архів оригіналу за 21 травня 2008. Процитовано 31 січня 2008.

| США | Це незавершена стаття з географії США. Ви можете допомогти проєкту, виправивши або дописавши її. |